# Le Terrible (S612)
Pour les autres navires du même nom, voir Terrible.
Le Terrible (S612) était un sous-marin nucléaire lanceur d'engins de la marine française. Lancé à Cherbourg le 12 décembre 1969, il fut le deuxième bâtiment de la classe Le Redoutable. Il fut mis en service le 1er janvier 1973, et durant 23 ans, fut une pièce de la force de dissuasion nucléaire française.
Il fut désarmé le 1er juillet 1996, avec le graduel remplacement des anciens sous-marins par ceux de la nouvelle génération du Triomphant.
À la suite du retrait de sa tranche nucléaire après son désarmement, il a attendu son démantèlement. Son démantèlement est programmé entre 2018 et 2027 à Cherbourg, par les sociétés DCNS, Veolia Propreté et NEOM filiale de Vinci, en compagnie de quatre autres sous-marins de la classe Le Redoutable.